# Juozas Žebrauskas
Juozas Žebrauskas (ur. 31 sierpnia 1904 w Kownie, zm. 14 maja 1933) – litewski piłkarz grający na pozycji obrońcy.

## Kariera klubowa
Reprezentował klub Šančių Kovo Kowno.

## Kariera reprezentacyjna
W latach 1924–1926 rozegrał 5 meczów w kadrze Litwy. Wraz z reprezentacją w 1924 wystąpił na igrzyskach olimpijskich.

## Śmierć i pogrzeb
Zmarł 14 maja 1933. Pochowany został na cmentarzu w Szańcach.